# Histoire religieuse de Laval
Cet article concerne la ville française. Pour la ville canadienne, voir Laval (Québec), § Histoire.
L'histoire religieuse de Laval couvre une période allant de la fin de l'Antiquité à nos jours.

## Saint-Tugal
Le corps de Saint Tugdual, évêque de Tréguier, aurait été apporté à Laval lors d'une invasion normande de la Bretagne en 870 ou 878.
Une légende de l'office du saint, qui était propre au chapitre de Laval, disait qu'un évêque de Tréguier nommé « Gosennan », fuyant devant une invasion de Normands et emportant avec lui le corps de son saint prédécesseur, était venu se réfugier à Laval, où il avait reçu un si bon accueil, que, pour témoigner aux habitants sa reconnaissance, il leur laissa la plus grande partie de la précieuse relique. Une vieille tradition consignée par Jacques Le Blanc de La Vignolle, dans son Mémoire sur la ville de Laval[réf. nécessaire], rapporte différemment la manière dont Laval s'était enrichie de ces reliques. Ce qui est certain, c'est que la plus forte portion du corps de saint Tugal est depuis bien des siècles conservée à Laval.

### Religion et édifices religieux

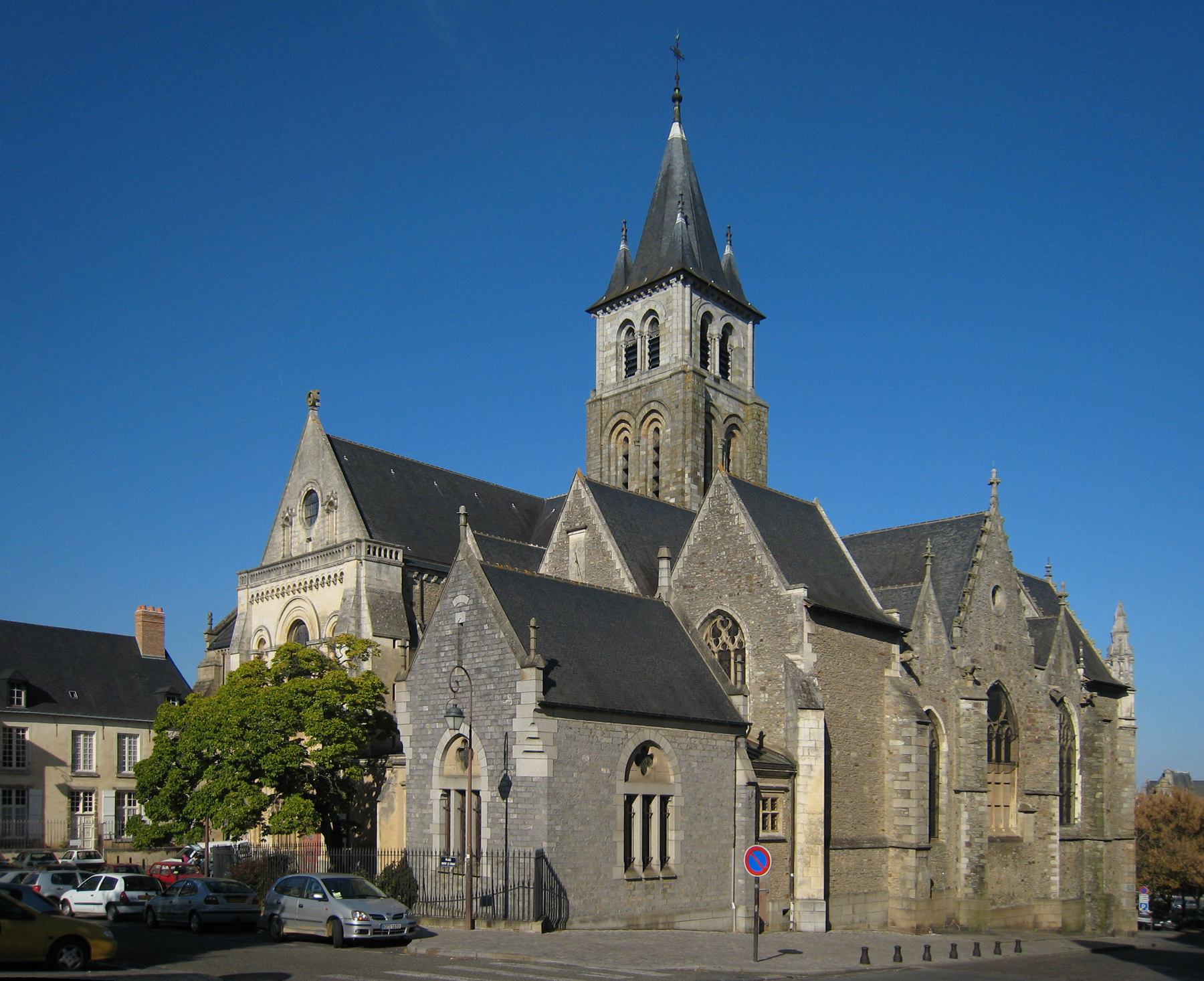
Cathédrale de Laval

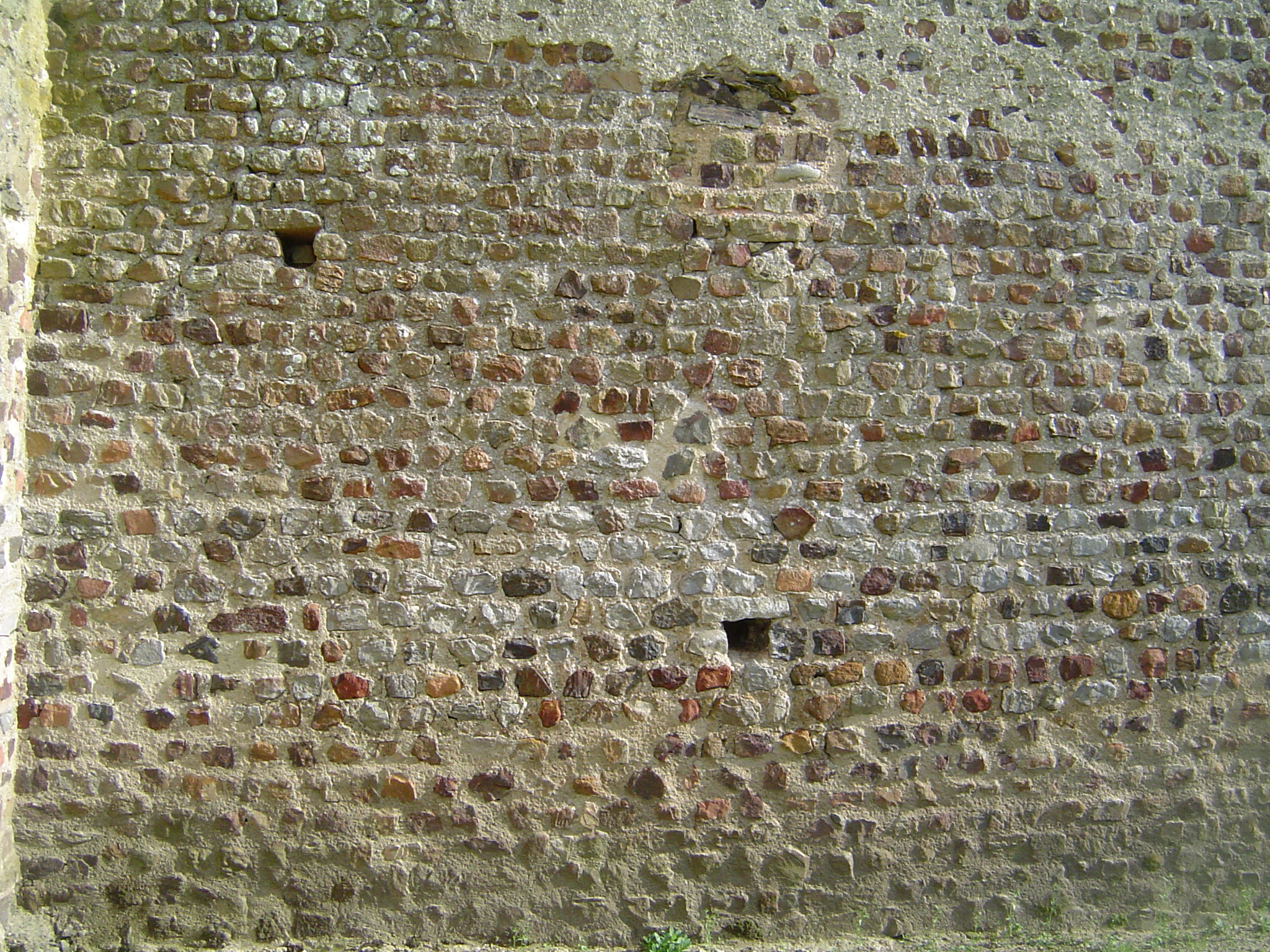
Chapelle de Pritz (Mayenne) : mur gouttereau nord de la nef

L'église de Notre-Dame du Bourg Chevreau, est bâtie en 1046 dans l'emplacement où fut plus tard la Collégiale Saint-Tugal de Laval. Il y a aussi l'église du prieuré de Saint-Martin fondé en 1040.
Guy III de Laval, ses frères Gervais, Yves, Bonnor, Hamon et Jean entendent l'appel de Pierre l'Ermite pour la Première croisade. Pierre l'Ermite et peut-être le pape Urbain II sont venus prêcher la Croisade à Laval.
Guy III de Laval fait que l'église de Saint-Melaine de Laval devint un prieuré dépendant de l'Abbaye Toussaint d'Angers.
Bernard de Clairvaux, lorsqu'il vient à Laval, probablement vers 1147, en prêchant la deuxième Croisade obtient de Guy IV de Laval un fonds, des bois, des pâturages pour la création d'une colonie de son ordre, qui aboutira plus tard à construire l'Abbaye de Clermont.
Jusque vers la fin du XIIe siècle, l'église primitive de Priz était demeurée église paroissiale. À cette époque, ce titre fut transporté à celle de l'église de la Trinité.
Pour donner plus d'éclat et de solennité à la célébration du service divin dans la chapelle de son château, Guy IV de Laval fonde en 1170 une collégiale composée de 12 prébendes. 25 après, sous Guy V de Laval, ce chapitre fut transféré dans l'église du Bourg-Chevrel. Il sera à l'origine de la Collégiale Saint-Tugal de Laval.
La basilique Notre-Dame d'Avesnières est fondée au XIIe siècle par Guy III de Laval.
Avoise de Craon, épouse de Guy V de Laval est à l'origine de la création du Prieuré Sainte-Catherine de Laval, qui deviendra par la suite une abbaye. À la même époque, les fondations et les dons pieux sont nombreux à cette époque.
L'année qui suit la mort du connétable Mathieu II de Montmorency, Emma de Laval, son épousé, sur le conseil de l'évêque du Mans et de plusieurs personnages, rend une ordonnance qui oblige à une résidence rigoureuse de 9 mois, chaque année, les chanoines de son chapitre, transféré par Guy VI de Laval de la chapelle du château dans celle du Bourg-Chevrel en 1231.
Laval a eu en 1231 un concile dont les actes ne sont pas venus jusqu'à nous, mais que nous fait connaître le dernier canon d'un autre concile, réuni cette année-là même à Château-Gontier, par Juhel de Mathefelon, archevêque de Tours. Le Quatrième concile du Latran avait chargé les évêques de rétablir la discipline et de pourvoir à la réforme des monastères de leurs diocèses. Ce fut pour cet objet que les évêques de la province de Tours, convoqués par Juhel, s'assemblent d'abord à Château-Gontier et ensuite à Laval. Un second concile de Laval fut tenu en 1242.
Voir aussi :

### Paroisse de la Trinité et de Saint Tugal

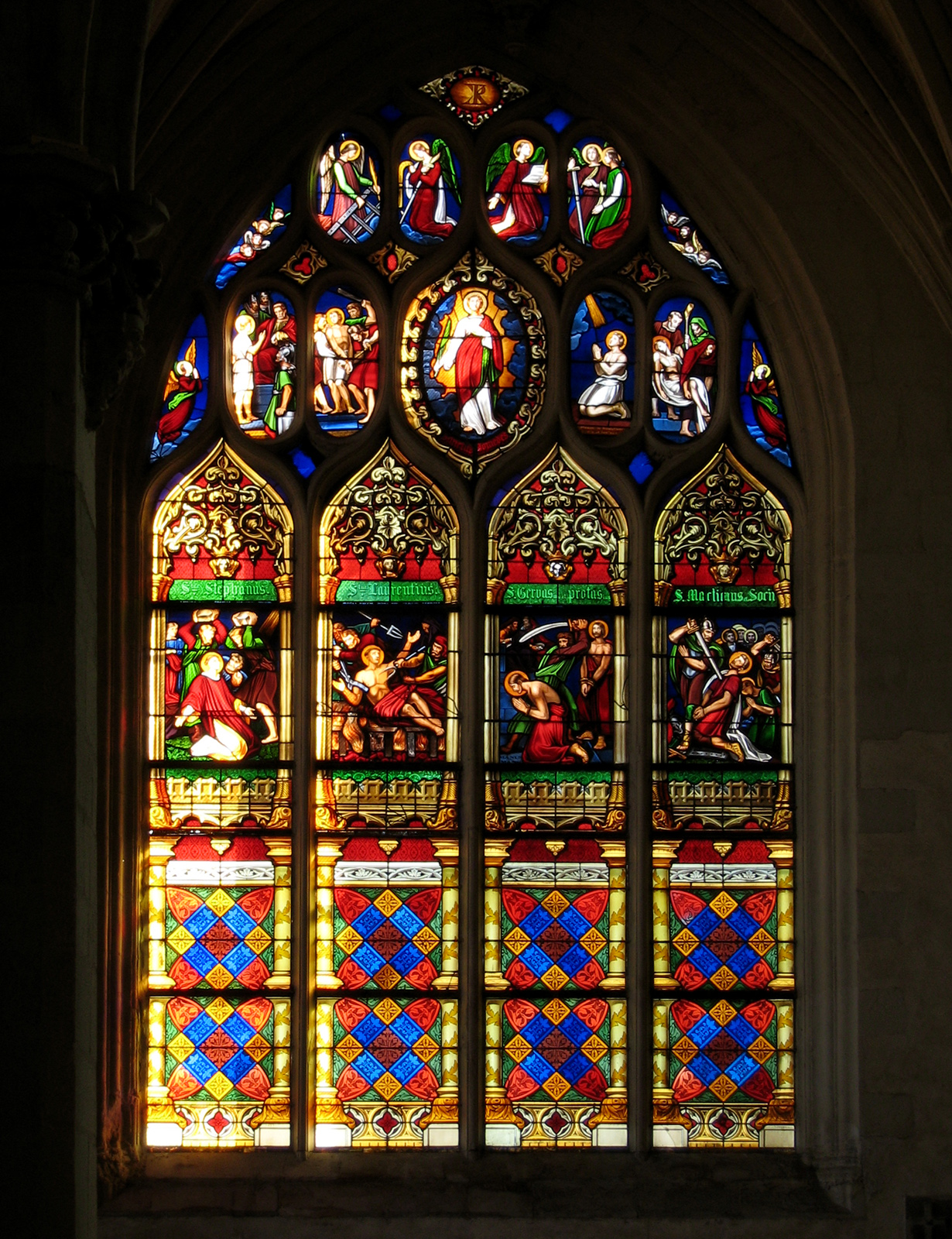
Vitrail de la cathédrale

Les habitants de Laval cessent d'être les paroissiens de Pritz pour devenir ceux de la Trinité. Une contestation a alors lieu qui sera à l'origine de la création de la paroisse de Saint-Tugal qui présentait la particularité à l'origine de ne pas s'étendre sur un territoire, mais uniquement à des personnes. Cette particularité sera à l'origine pendant de longs siècles de bien des contestations.

### Confréries
Au XIIe siècle, une confrérie apparaît dans l'organisation de l'accueil aux pèlerins. Elle est créée le plus souvent par d'anciens pèlerins, dans le but d'entretenir la dévotion à saint Jacques. Les plus importantes de l'époque sont celles de Paris, Lyon, Reims, Bordeaux, Toulouse (deux), Valenciennes, Senlis, Laval, Poitiers, Châlons-sur-Marne (cf. l'article pèlerin de Saint-Jacques-de-Compostelle).
Une confrérie de pénitents est aussi créée en 1270 : la Confrérie des Prêtres de Laval.

## XIVesiècle
Parmi les catastrophes qui ont marqué les esprits, figure l'incendie de 1383 : déclenché par la foudre, il touche l'église de la Trinité, dont la toiture de plomb coule comme des ruisseaux.

## XVesiècle
Jeanne Ouvrouin est à l'origine de la fondation de la Collégiale Saint-Michel de Laval en 1421. Laval possède alors la particularité d'avoir deux collégiales de chaque côté des rives de la Mayenne.
Voir aussi :
En 1428, l'archidiacre de Laval est l'humaniste et religieux Guillaume Fillastre.
Le XVe siècle est marquée par la construction de l'Hôpital et chapelle Saint-Julien de Laval, et de l'église des Cordeliers de Laval.

### Mystères et moralités
Les représentations des mystères et moralités récréaient les habitants et entretenaient leur esprit religieux. Laval, dès le XVe siècle, avait ses confrères de la Passion. Les bourgeois lavallois goûtaient ces amusements qui les délassaient de leurs opérations commerciales. Ils récompensaient largement ceux qui voulaient bien contribuer à les faire jouir de ces plaisirs. Guillaume Le Doyen était l'auteur et le principal acteur de ces représentations.
Le clergé s'associait à ces représentations. Les confrères de la Passion n'avaient point de théâtre fixe et se transportaient en tous lieux. À Saint-Dominique, on représentait la Nativité arrangée et assemblée à quarante personaiges. Au bourg du Genest, on donnait le Mystère de saint Estienne, en 1507, celui de saint Berthevin au bourg de ce nom etc. On ne connaît plus que les noms des mystères, sotties et moralités que ce chroniqueur faisait représenter, et qui faisaient les délices du temps ; c'était : saint Sébastien, saint Blaise, la Passion, les sept Rooles, représentés à Pissanesses, etc. Le plus renommé, celui dont la représentation eut alors le plus de retentissement, fut celui de sainte Barbe. En 1493, du temps de Guy XV de Laval, il fut essayé à Laval. Dans la ville, il fut un sujet e risée et de moqueries. On glosa et plaisanta sur le talent des acteurs. Monseigneur leur fit un point d'honneur de reprendre ce beau mystère, et choisit lui-même, parmi les bourgeois, des commissaires pour faire une nouvelle distribution des personnages à gens reconnus capables de bien remplir les rôles. Ce fut un jour de grande fête que celui où, dans les prairies de Bootz, eut lieu cette représentation attendue avec impatience. Six jours dura la fête. De pieuses représentations accompagnaient aussi les prédications qui se faisaient aux halles pendant le temps du carême. Des gens de la ville mettaient en action les sermons que faisait un célèbre prédicateur, nommé frère Colas Taunay, natif d'Avenières, religieux Cordelier au couvent de Saint-François, pendant le carême de l'année 1507.

### Religion et Édifices religieuxXVIesiècle

#### Conflits
L'établissement des établissements religieux ne se fait pas sans problème, et les Paroissiens ou les religieux du prieuré de Saint-Melaine sont impliqués dans plusieurs conflits.

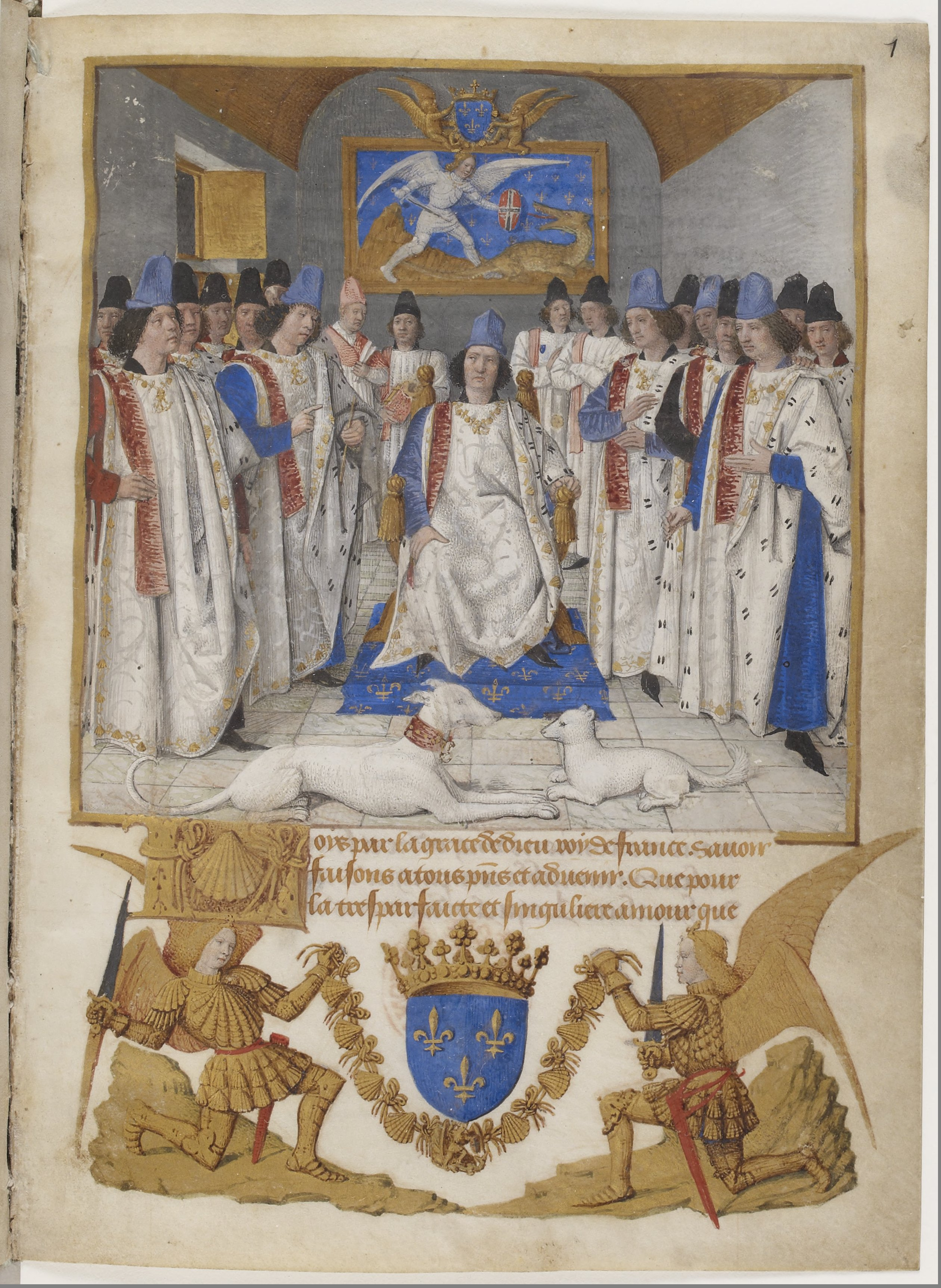
Jean Bourré est un des trois personnages, portant chapeau sombre, se tenant derrière Louis XI (œuvre de Jean Fouquet)

Les chanoines de la Collégiale Saint-Michel de Laval augmentent leur église d'une sacristie, en 1490. Les paroissiens de Saint-Melaine, déjà jaloux d'une église qui portait préjudice à l'église paroissiale, en attirant les habitants du Pont-de-Mayenne, ou par tout autre motif, prétendirent avoir la propriété du terrain où L'église était construite. Ils démolissent les travaux du chapitre. Cette affaire violente fut portée devant le Parlement de Paris. Un arrêt débouta les habitants de leurs prétentions et les obligea a reconnaître que L'emplacement de L'église et de La sacristie; ne Leur appartenait point, mais bien aux chanoines, et que ces derniers avaient tous droits sur ces lieux, pour y bâtir ou faire ce que bon leur semblerait. En outre, ils furent condamnés à remettre ce qu'ils avaient démoli dans le même état qu'avant, et à payer dix livres d'amende aux chanoines et dix livres à René de Feschal, seigneur de Poligné et de Marbouë. Jean Bourré, seigneur du Plessis-Bourré et de Jarzé, conseiller maître des comptes, seigneur de la châtellenie d'Entramnes, les servit en soutenant leurs droits auprès du roi.
L'abondance des dons et des offrandes que recevaient les Dominicains de Laval portèrent ombrage aux religieux de l'Abbaye Toussaint d'Angers, d'où relevait le prieuré de Saint-Melaine.
À la Pentecôte 1505, s'ouvrit dans l'église des Cordeliers de Laval le chapitre général de l'ordre des Cordeliers. Ces religieux se rendirent à Laval de toutes les parties du monde catholique : Il en vint de Rome et du reste de l'Italie, de Hongrie, etc. Leur nombre s'éleva à plus de 400. Pendant toute la durée de leur séjour dans la capitale de son comté, Guy XVI les fit entretenir à ses dépens. Ils reçurent aussi, à cette occasion, des dons généreux des bourgeois et marchands de la ville. En retour, ils donnèrent moult beaux sermons et firent participer les habitants aux indulgences, qu'ils avaient reçu du pape permission de publier.
Des droits de préséance soulevaient souvent des contestations avec les membres du clergé de la ville. Un concordat réglait en 1597 les rangs que devaient occuper aux sépultures les chanoines de Saint-Tugal et ceux de Saint-Michel, de même que les curés de la Sainte-Trinité et celui de Saint-Vénérand. Les chanoines de Saint-Michel prétendaient avoir le pas sur les curés de la Trinité et marcher après les chanoines de Saint-Tugal.

#### Nouvelles églises
L'église de l'antique prieuré de Saint-Melaine servait d'église paroissiale. Elle devenait trop éloignée du nouveau centre de population ; elle est remplacée par un nouvel édifice religieux. Guy XVI, en 1521, assistait à la dédicace de cette nouvelle église, dont son prédécesseur avait tracé les fondations.
Les Frères Prêcheurs (les Jacobins ou Dominicains), faisaient, dans ce même temps, construire au faubourg du pont de Mayenne leur monastère, dans les ruines duquel fut installée en 1793 l'administration du département de la Mayenne, et où depuis a été construit l'hôtel de la préfecture.
Dans le faubourg Saint-Martin, on consacrait en 1525 l'église des dames Clarisses Urbanistes, dite Patientines, fondation de Guy XV.
Quoique postérieure de quelques années à la mort de Guy XVI, c'est aussi l'époque de la construction du clocher de l'église d'Avenières : il fut élevé avec les offrandes des pèlerins nombreux qui visitèrent Notre-Dame d'Avenières.

### Guerres de Religion

#### Luther et Calvin
« Lequel leur dénoua le neu De la science de Luther, Qui deust la bouillir en enfer. Il fist es halles maints sermons Et belles prédications, (1526) ».
Le protestantisme progressant à Laval. Louis de Bourbon, cardinal-évêque du Mans, envoie, pour convaincre les protestants de Laval, Jérôme de Hangest.
Il semble selon Guillaume Le Doyen, que plusieurs exécutions aient suivi son passage en 1526. En 1537, par ordre du roi, Mathieu Ory, inquisiteur de la foi, vient à Laval, où il s'adjoint frère François Verdier, prieur de Saint-Dominique, et chasse tous les Huguenots, de quelque rang ou état qu'ils soient. Leurs biens sont confisqués par le roi en 1537.

#### Guyonne de Rieux
En 1545, le protestantisme devient plus pressant à cause des tendances de l'héritière des comtes de Laval, Guyonne de Rieux. Un nouveau commissaire est envoyé à Laval par la cour pour informer contre les fauteurs de l'hérésie. Il rédige un acte d'accusation porté au Parlement contre les Protestants du Bas-Maine en 1553.

#### Protestantisme auXVIesiècle
Le protestantisme à Laval n'a jamais été dans un état très florissant. Il a commencé à décroître, à peine établi. Il est introduit au château de Poligné, par  Louis de Feschal, vers 1560 ; en 1558, Olivier de Feschal, son fils, est encore parrain dans l'église de Parné ; en 1560 il ne nomme plus que par procureurs aux bénéfices de son patronage. Au mois d'octobre 1571, le nouveau titulaire de la cure de Forcé déclare qu'il ne peut en sûreté exercer son ministère attendu que le presche est fait tous les dimanches près de son église.
La convocation aux États généraux de 1560 donne lieu aux officiers du Mans de fournir une nouvelle preuve d'hostilité aux mandataires du comté de Laval. Comme aux États généraux de 1558, ils refusèrent de reconnaître leurs pouvoirs et tentèrent de s'opposer à ce qu'ils fussent admis avec voix délibérative ; mais ils furent déboutés contradictoirement de cette prétention.
Charles IX accorde une amnistie à tous les Protestants et permet par l'Édit de janvier 1562 l'exercice privé de leur nouveau culte. Les protestants de Laval, demandent à avoir un ministre, comme ceux de Vitré et du Mans. Ils s'adressèrent à Pierre Merlin, qui prêche dans cette dernière ville et qui leur expédie un de ses collaborateurs.

#### Les guerres de religion
Le 1er mars 1562 débute la Première Guerre de religion. Charles IX ne laisse pas la ville exposée sans défense aux attaques des protestants; le 14 août 1562, il charge Lancelot de Brée, seigneur de Fouilloux, de lever les troupes nécessaires à la garde du comté de Laval.
Charles Maucourt de Bourjolly met sur le compte des protestants un acte de vandalisme et une profanation en jetant les reliques de Tugdual de Tréguier au feu ; mais, à Château-Landon et non à Laval, en 1568 et non en 1564.
François de Coligny d'Andelot est considéré, avec Louis de Condé, l'amiral de Coligny et Guyonne XVIII de Laval, comme l'un des instigateurs de la « surprise de Meaux » en 1567, tentative malheureuse des huguenots pour se saisir du roi Charles IX et de la reine mère Catherine de Médicis.
Comme François de Coligny d'Andelot prend sur la Loire entre Angers et Saumur, on craint qu'il ne vienne se fortifier à Laval qui appartient à sa belle-sœur Guyonne de Rieux, comtesse de Laval. De son côté, l'évêque du Mans, Charles d'Angennes, à qui Charles IX avait confié le gouvernement du Maine, font appel à Guillaume Le Breton de Nuillé, seigneur de Haute Folie, connu sous le nom de capitaine de la Barre, et lui remette la garde de Laval, et une garnison.
Laval était resté catholique. Néanmoins, les amis de d'Andelot rendent le séjour à Laval assez périlleux. Guyonne est aussi venue se réfugier à Laval. Son séjour faisait redouter un coup de main, rendu facile par la complicité des protestants de la suite de la comtesse enfermés avec elle dans le château de Laval.
Le château de Laval n'était pas comme celui de Vitré, la demeure permanente de Guyonne de Rieux, on ne peut donc pas y comparer l'influence du protestantisme à parts égales ; la foi catholique est présente, même au jour du décès de Guyonne, le 13 décembre 1567.
Son successeur Guy XIX de Laval, fils de François de Coligny d'Andelot resta fidèle au protestantisme. Il ne prend cependant aucune part à la prise d'armes de 1574, qui aboutit en mai 1576 à la paix de Monsieur, et revient en France avec Jean du Mats de Montmartin, et Pierre Merlin à la suite de l'édit de Beaulieu. À la faveur de la pacification, le protestantisme relève la tête. En 1567, Guy XIX rassemble à Vitré un synode où se trouvent 13 ministres. Outre les treize églises de Bretagne, deux autres, celles de Laval et du Bordage, étaient représentées à cette réunion.
Ayant vu Henri III de France, à la demande des États généraux de 1576-1577, retirer les édits qui leur étaient favorables et déclarer que désormais le culte catholique pourrait seul être exercé librement dans le royaume, les protestants reprennent les armes.
Louis III de Montecler, proche d'Urbain de Laval Boisdauphin, muni d'une commission royale en règle, put commencer à exercer à Laval l'autorité de gouverneur à partir de 1585. Catholique convaincu, il maintient les Lavallois dans l'obéissance à la seule autorité du roi de France Henri III de France quels que soient ses positions ou problèmes. Il reçoit à ce titre en mai 1588 les compliments de Henri III de France. Au mois de juillet 1588, Louis de Monteceler avertit le roi qu'il était « besoing d'avoir l'oeil soigneusement ouvert & ce que ceulx de la nouvelle opinion ne puissent entreprendre aulcune chose » contre son service. Il reçoit à nouveau une lettre bienvaillante du roi.
Après la prise du Mans par Urbain de Laval Boisdauphin (11 février 1589), les principales villes, y compris celle de Laval, ne tardèrent pas à se mettre du parti de la Ligue catholique. La ville de Laval se range globalement aux côtés de la Ligue, au contraire de son comte, qui combat au même moment avec les protestants en Saintonge, et qui y meurt en 1586.
Montecler suit alors comme la population de Laval, et comme son propre neveu, Urbain de Laval Boisdauphin, qui représente désormais cette cause comme gouverneur de l'Anjou et du Maine. Soucieux du maintien du bon ordre, il se concerte avec le chef de la milice urbaine, Guillaume Le Clerc de Crannes, en avril 1589.

#### Henri de Navarre
Guillaume Fouquet de La Varenne est dépêché aux pays du Maine et d'Anjou pour y répandre la nouvelle de la prise du Mans par Henri de Navarre face à Urbain de Laval Boisdauphin. Les habitants de Laval viennent trouver le roi et faire leur traité moyennant quelque somme d'argent.. Henri de Navarre vient alors à Laval pour conforter la noblesse et les peuples du pays nouvellement réduits à son obéissance le 9 décembre 1589. Une brillante réception lui est préparée, par ses officiers sans doute; il fait son entrée au milieu d'un nombreux cortège, chantant toujours: Vive le Roi, en très-bonne musique. Il reste à Laval huit ou dix jours, pendant lesquels d'après ses ordres le prince de Dombes, ainsi que plusieurs gentilshommes de Bretagne, viennent lui rendre leurs hommages et recevoir ses instructions. Henri IV signe encore à Laval le 19 décembre 1589, une sauvegarde pour Jeanne Le Vavasseur, veuve de Jean de Vassé. En quittant Laval, Henri se dirige vers Mayenne dont il s'assure, puis vers Alençon où Biron l'attendait. II laissait à Laval pour gouverneur Brandelis de Champagne marquis de Villaines et son lieutenant le sieur de Mignonville.
La perte de Châtillon-en-Vendelais lors de la bataille en 1591 été très sensible au duc de Mercœur; ayant entendu dire qu'on avait fait pendre ses gardes, il s'en venge en rendant le même traitement à Jérôme Gautier, senéchal de Laval, qu'il tenait en son pouvoir.

#### Urbain de Laval
Au commencement de 1592, le prince de Dombes et le prince de Conti qui commande pour le roi en Anjou, désirant s'entendre et unir leurs efforts pour quelque entreprise importante, viennent conférer à Laval. Plusieurs projets furent discutés; on s'arrêta à celui du siège de Craon pour se débarrasser de Pierre Le Cornu.
Après la bataille de Craon en 1592, Laval est attaqué par Urbain de Laval Boisdauphin, et revient dans le camp de la Ligue Catholique. Le marquis de Villaines manque de troupes pour les contenir et résister à une attaque sérieuse : il quitte la ville qui pendant quelque temps a pour gouverneur le colonel Combronde. Bois-Dauphin alla chercher un détachement du corps auxiliaire anglais, commandé par le général John Norreys, qui ravageait le Maine sur les confins de la Normandie, le surprit dans Ambrières, où il était résté malgré tous les avis, s'empare de son capitaine et de 7 drapeaux, puis revient à Laval dont il prend le commandement.
Ce ne fut donc pas à Louis III de Montecler, comme on eût pu le croire, qu'en fut confié le gouvernement. Cette charge, Boisdauphin se la réserva avec, comme lieutenant, d'abord Gilbert du Puy du Fou, baron de Combronde, puis la Perraudière.
Laval envoie deux représentants aux États généraux de 1593 Guillaume Roues ou Drouez et maistre Julien du Mans
Laval est menacé un temps par le maréchal Jean VI d'Aumont, envoyé par Henri IV. La Bataille du Port-Ringeard a lieu le 2 mai 1593 dans le cadre des guerres de religion. Elle oppose l’armée royale aidée d'auxiliaires anglais à une troupe ligueuse, composés d'habitants de Laval. 104 Lavallois, ouvriers, bourgeois, prêtres périssent.

#### Le parti du roi
Le maréchal Jean VI d'Aumont sait se ménager des intelligences dans Laval, que la comtesse douairière Anne d'Alègre, retirée à Vitré, faisait solliciter de son côté à abandonner le parti de la Ligue. D'Aumont entre sans résistance à Laval le 27 avril 1594, après peu d'opposition. Il y met garnison et contient ses soldats avec tant de sévérité qu'il ne fut fait aucun tort aux habitants. Louis III de Montecler retrouve alors sa charge de gouverneur de Laval, après la capitulation de la ville.
Henri IV, après être monté sur le trône, fait détruire dans le Comté de Laval un grand nombre de maisons de campagne et châteaux garnis de murs et fossés, petits forts qui auraient pu servir encore de retraite à quelques restes de la Ligue. Les murailles de la ville de Craon qui lui avaient résisté pendant longtemps, et devant lesquelles ses généraux avaient reçu un échec, furent rasées. Il a aussi le dessein de détruire les murs de la ville de Laval, et donne ordre à Louis III de Montécler, de démanteler ses fortifications. Quelque temps après, une seconde lettre datée du 30 novembre 1594, lui ordonne de surseoir à ce premier ordre.
En 1596, la guerre avait recommencé dans le Maine entre le gouvernement de Henri IV et les partisans de la Ligue, passés aux ordres de Mercœur. Laval semble même un moment menacé de quelqu'entreprise de la part des rebelles. La pacification définitive eut lieu lors de la soumission de Mercœur en mars 1598.
Henri IV vient une seconde fois passer à Laval en revenant de Nantes, où il a signé l'édit de Nantes. Il n'y séjourne pas et se dirige vers la Picardie pour mettre la dernière main à la paix de Vervins.
En 1600, le curé de l'église de la Trinité est assassiné. (Voir : église de la Trinité de Laval).

### Religion et Édifices religieuxXVIIesiècle
Une confrérie est fondée à l'église Saint-Vénérand de Laval en 1605:
Quatre communautés nouvelles sont fondées à Laval dans la première moitié du XVIIe siècle, entièrement aux frais des habitants :
- les Capucins (1614);
- les Ursulines (1616);
- les Bénédictines (1621);
- les Hospitalières (1648).

### Protestantisme auXVIIesiècle
Un an environ après l'édit de Nantes, l'Église réformée de Laval s'établit hors de la ville. Un riche protestant, René Duboys de Mesneuf, offre pour cet usage la chapelle de son château de Poligné. De 1600 à 1648, Poligné devient le refuge de l'Église protestante de Laval. Il se situe à une lieue et demie de la ville, et c'est là que se rendent, le dimanche, de trois semaines en trois semaines, les protestants de Laval, pour y entendre annoncer « la parole de Dieu ».
La fondation de cette église permet sans doute à plusieurs protestants de revenir dans leur ville natale. Du moins, elle dispense ceux qui y étaient restés d'envoyer leurs enfants recevoir le baptême à Vitré. Malgré le zèle que quelques Anciens, les Duchemin, les Journée, etc., l'établissement n'est jamais prospère et doit recourir périodiquement aux subsides des seigneurs de Poligné. Un synode s'y tint du 3 au 8 septembre 1609. En 1637, l'Église vacante n'est pas représentée au synode d'Alençon. Pour remplacer le cimetière insuffisant de ses coreligionnaires, Catherine de la Roussardière donna, en 1609, quatre cordes de terre à prendre dans un jardin situé près du bourg de Forcé sur le chemin d'Entrammes.
À partir de 1660, forcés d'abandonner Poligné, les protestants du comté de Laval n'eurent plus d'exercice du culte qu'à Terchant. Il y eut aussi des prêches établis pendant plus ou moins longtemps au château de Thuré, et à Villiers-Charlemagne. Le culte protestant à Vitré est supprimé en 1685 lors de la révocation de l'édit de Nantes. Il ne réapparaîtra qu'à la fin du XIXe siècle. Autorisée en 1891, l'Église Réformée de Laval et de la Mayenne est aujourd'hui membre de l'Église Protestante Unie de France.
Il est possible que Marin Duval ait fait partie de l'église protestante de Laval.

## Révolution française

### 1789
Le choix des députés aux États généraux de 1789 se fait à deux degrés : Le tiers-état nomme le 6 mars dans le réfectoire de l'église des Cordeliers de Laval les délégués qui doivent aller au Mans consommer l'élection. Les suffrages désignent en premier René Enjubault de la Roche. Les électeurs le nomment député dès le premier tour de scrutin.

### 1790
On pend une partie de l'église des Cordeliers de Laval, pour y placer l'administration du district, et leur réfectoire pour les assemblées électorales. Les élections primaires se tinrent au mois de mars 1790 dans l'église des Cordeliers, pour la section du faubourg Saint-Martin. Au mois de juin suivant, ce fut dans l'église des Cordeliers que se tint L'assemblée des électeurs délégués par les assemblées primaires du mois de mars. Ouvertes le 28 juin les opérations électorales ne furent terminées que le 7 juillet suivant. Le 30 juin, François Hubert, maire de Laval, harangue, au nom de la municipalité les lecteurs du département réunis dans l'église. On y nomma le directoire du département, ceux des districts, etc., etc.
Les électeurs se rassemble à l'église des Cordeliers de Laval. L'assemblée électorale reçoit la visite et l'hommage de la municipalité, du clergé de la Trinité, et de celui de Saint-Vénérand. Ensuite elle s'occupe de l'objet de sa réunion et fait choix au scrutin des 36 administrateurs départementaux, parmi les 5 districts.
Quand il faut fixer le siège épiscopal de la Mayenne, le 6 juillet 1790, Louis de Boislandry, rapporteur du Comité ecclésiastique et de constitution, propose Laval ; aussitôt Michel-René Maupetit se lève et intercède pour Mayenne ; Louis-François Allard réclame pour Château-Gontier ; l'Assemblée passe outre et crée l'évêché de Laval.
La Constitution civile du clergé érige Laval en évêché. Le clergé refuse de concourir à l'élection de l'évêque qui est effectuée dans l'église de la Trinité de Laval, le 10 septembre 1790. Un grand nombre de laïques imitent cet exemple; certaines prennent part néanmoins aux opérations électorales L'élu est Michel Thoumin des Vauxponts, qui refusa, avec l'approbation de Pie XI sur ce choix.
En 1790, les habitants du faubourg de Saint-Martin signèrent une pétition à l'Assemblée Constituante pour demander la conservation du monastère des Cordeliers, dont ils appréciaient les bienfaits; le Directoire refusa de transmettre cette pièce et s'empara des bâtiments le 7 octobre 1790. Le 2 novembre de cette même année 1790, un décret de l'Assemblée Nationale mettait à la disposition de la nation tous les biens ecclésiastiques On ne tarda pas à le mettre à exécution à Laval. Le couvent des Cordeliers fut d'abord pris en partie pour être employé au service public. Quelques mois plus tard on s'empara du reste. On fait les expulser les religieux entièrement de leur maison qui resta bientôt vacante, les bureaux du district ayant été transférés ailleurs. Le directoire du département assigna le réfectoire aux administrateurs du district qui s'y installèrent pour y tenir leurs séances et y placer leurs bureaux.

### 1791

#### Siège épiscopal
Le 20 mars 1791, 159 voix élisent Noël-Gabriel-Luce Villar, évêque de la Mayenne.

#### Transformation des lieux religieux
Les chanoines de Saint-Tugal et de Saint-Michel reçoivent défense de continuer l'office canonial. Après le départ des quatre religieux du Couvent des Jacobins, la municipalité de Laval demanda, le 25 mai 1791, à l'administration du district, l'autorisation d'acquérir les maisons et terrains dépendant de la ci-devant communauté des Jacobins pour y former des places, des rues et des débouchés, propres à débarrasser la grande rue du Pont-de-Mayenne, toujours obstruée par les voitures. On proposait de faire dans l'église un magasin public pour y déposer les grains en cas de disette, et d'aliéner les chapelles qui rayonnaient autour du chœur pour en faire des boutiques. Le district, sur un plan que lui fournit l'administration municipale, l'autorisa en décembre 1791, à soumissionner les terrains pour les employer suivant les projets qu'elle avait annoncés au district.

#### Constitution civile du clergé
Le 23 juin 1791, le bruit se répandit à Laval de la Fuite de Louis XVI et arrestation à Varennes. La procession de la Fête-Dieu venait d'avoir lieu. Une grande agitation se répand dans la ville à cette nouvelle ; on s'en prend aux prêtres non assermentés. La conséquence de cette émeute fut un ordre de fermer l'église de Saint-Tugal, et la paroisse est réunie à celle de la Trinité. Elle était devenue le dernier asile des prêtres depuis que la Trinité et Saint-Vénérand étaient tombés aux mains des intrus.

#### Vicaires épiscopaux
Villar s'occupe d'abord de se choisir des vicaires épiscopaux, destinés à lui servir de conseil et à desservir avec lui la paroisse de la Trinité. Le recrutement s'avère difficile : il n'existe pas un seul prêtre de son parti qu'il peut admettre dans son conseil. Il est donc réduit à chercher ailleurs des collaborateurs.
Villar fait aussi venir son frère, ancien génovéfain, et quatre Prêtres de la doctrine chrétienne comme lui, qui proviennent du collège de La Flèche:
- Joseph Laban,
- Philippe Séguela,
- Dominique Rabard.

Toutes ces nominations se font successivement, depuis le 26 juin 1791, jusqu'à la fin de l'année. Néanmoins, être attaché au conseil épiscopal ne semble pas avoir été très prisé: plusieurs vicaires y renoncèrent pour des cures de campagne. Vers le milieu de 1792, Villar nomme deux nouveaux vicaires épiscopaux, immédiatement après les avoir ordonnés prêtres :
- l'abbé Siméon-Martin Laigre[75]
- l'abbé Ruffin[76].

Plusieurs des vicaires se lanceront dans les affaires publiques, et devindront journalistes, orateurs de clubs, etc. Villar met Louis Guilbert à la tête de son séminaire après l'établissement de la Constitution civile du clergé. Le séminaire est établi dans la maison du prieuré Sainte Catherine de Laval.

### 1792
Les fidèles, privés de leurs églises se pressent dans les oratoires improvisés. Le directoire du département s'y oppose et invoque une loi faite contre les attroupements séditieux pour s'opposer aux assemblées. Les prêtres continuent à exercer leurs fonctions en prenant toutes les précautions et en évitant les rassemblements nombreux. À l'exemple de plusieurs départements voisins, on ordonna le 23 mars 1792 à tous les prêtres non assermentés de la Mayenne de se rendre à Laval où ils seraient soumis à un appel quotidien destiné à constater leur exacte résidence dans cette ville.
Un grand nombre d'ecclésiastiques obéissent librement à cet ordre; d'autres sont saisis et amenés à Laval par la gendarmerie. D'autres se cachent et parviennent à échapper aux recherches. On retrouve 400 prêtres regroupés à Laval dont Urbain-René de Hercé, évêque de Dol ; François de Hercé, son frère; Michel Thoumin des Vauxponts, Jean-Baptiste-René Rabeau et Jean Lefebvre de Cheverus qui seront incarcérés.
Le 20 juin 1792, les administrations du département et du district rendirent en commun un arrêté ordonnant l'incarcération d'environ 400 prêtres non assermentés que l'on avait forcé depuis trois mois de se rendre de tous les points du département, à Laval, où ils étaient soumis tous les jours à un appel de présence. Deux cents d'entre eux environ furent renfermés dans la maison des Cordeliers, et les autres dans celle des Capucins. Le 1er octobre 1792, le maire de Laval et le citoyen Frin-Cormeré sont envoyés par l'Assemblée de l'Hôtel-de-Ville, pour faire délivrer des chambres à feu aux prêtres enfermés dans le couvent des Cordeliers. Deux municipaux furent envoyés pour leur faire délivrer des chambres. On les entassa au nombre de 400 dans la maison. Mais cette dernière étant peu sûre, et les évasions y étant fréquentes, on réunit tous les ecclésiastiques détenus aux Cordeliers, où ils étaient entassés d'une manière fort incommode. Mais bientôt la déportation les réduisit à cent environ, qui, vers le milieu d'octobre, furent transférés dans le couvent des Urbanistes, dit de Patience. Les lois de déportation font conduire le plus grand nombre des détenus à Granville ou à Saint-Malo, d'où ils passent en Angleterre. Les vieillards qui restent, au nombre de 100 environ, sont réunis au Monastère de Patience de Laval.
Le Conseil décida le 22 octobre 1792 qu'une demande serait adressée au Ministre, tendant à obtenir l'autorisation à faire une caserne dans le couvent des Cordeliers, et qu'on enverrait au Ministre de la guerre un plan de distribution proposé par le citoyen Bourgeois pour approprier le local à ce nouvel usage. Le 27 octobre 1792, le Conseil général de la commune se rend adjudicataire du Couvent des Jacobins pour la somme de 10500 livres. Les citoyens Boullevraye et Seyeux, membres du Conseil, furent nommés commissaires et s'adjoignirent le citoyen Bourgeois, ingénieur, pour statuer sur les parties qu'il sera bon de conserver et sur celles qu'on devra revendre. Le 28 décembre 1792, le district autorisa la municipalité à revendre les terrains qui lui étaient inutiles.

### 1793
Le 4 mars 1793 on prévint les citoyens de se trouver le mercredi suivant dans l'église des Cordeliers pour y entendre la lecture de l'adresse aux Français et de la loi sur le recrutement.
À l'arrivée de l'armée vendéenne à Laval (voir : Bataille de Laval, les prêtres, au nombre de 100 environ, restés au Monastère de Patience de Laval sont presque tous transportés lors de l'évacuation de Laval à Rambouillet ou à Bordeaux.
L'armée vendéenne quitte Laval le 2 novembre ; elle y a passé 9 jours. Laval revoit encore les Vendéens au retour du Siège de Granville (25 novembre); elle recueille aussi pendant une nuit les débris de l'armée catholique après la bataille du Mans. L'ancien château de Laval est transformé en prison. Le dernier passage et la défaite des Vendéens sont suivis de persécutions contre ceux qui leur avaient montré ou qu'on soupçonnait d'avoir pour eux des sympathies. Plusieurs prêtres sont tués à Laval ou dans la campagne. 5 des vicaires épiscopaux de Villar renoncent publiquement au métier de prêtres pour ne servir plus que la patrie et la liberté. On brûle sur la place publique tous les titres féodaux, toutes les pièces qui se trouvaient aux chartriers de Laval et de Vitré.
On effectue la spoliation des églises.

### 1794
Une Commission militaire révolutionnaire du département de la Mayenne se met en place. Elle est à l'origine de nombreuses condamnations à mort dont les 14 martyrs de Laval, le prince de Talmont, rené Enjubault de la Roche, et d'autres victimes. Aucune des religieuses des 4 couvents de Laval (Les Clarisses, les Ursulines et les Bénédictines) ne sera mise à mort. Elles auront cependant leur part d'inquiétudes et de souffrances morales. À la mort de Robespierre, toutes les religieuses incarcérées sont remises en liberté.

### 1796
On démolit en 1796 l'église des Capucins ; en 1797, celle de Saint-Tugal ; en 1798, celle de Patience; un peu plus tard, celle de Saint-Dominique. Villar, depuis son élection à la Convention nationale, n'était jamais reparu à Laval. Après sa démission, il est remplacé par Charles-François Dorlodot.

### 1802
Le 19 pluviôse an X, Le Préfet Harmand demanda par une lettre la cession de l'église des Jacobins et d'une portion du jardin qu'il destinait à La construction d'un bâtiment nécessaire à son logement. La commune saisit donna toute autorisation nécessaire pour l'abandon de cette église sous la réserve d'une somme de 2100 fr. que la commune avait payée le 1er décembre 1792 sur le prix de l'acquisition. Le site était choisi en raison de sa position centrale pour accueillir l'administration départementale.

## Concordat
L'évêché de Laval disparait après le Concordat. Dorlodot est de fait remplacé par l'évêque du Mans : Johann Michael Josef von Pidoll. Les anciens ordres religieux avaient disparu de Laval. Il n'y avait plus ni Cordeliers, ni Capucins, ni Dominicains, ni Ursulines, ni Bénédictines, ni Clarisses. La maison conventuelle des Dominicains, rebâtie un ou deux ans avant la Révolution française par Pierre Erpelding, le dernier prieur, devient l'habitation préfectorale. Le Monastère des Ursulines de Laval devient le Collège de Laval.

## Religion auXIXesiècle
Le XIXe siècle va être l'objet de l'établissement de plusieurs ordres religieux : les Trappistines, les Carmes, l'Adoration du Saint-Sacrement, les Jésuites et le Sœurs de la Miséricorde. En 1816, les Jésuites rachètent la Collégiale Saint-Michel de Laval, et y établissent un noviciat de 1840 à 1880, qui sera célèbre par son importance. Vers 1820, les frères des écoles chrétiennes sont établis à Laval. La Congrégation des Sœurs d'Evron est chargée, outre l'éducation des jeunes filles pauvres, du soin des détenus de la prison départementale, de l'administration intérieure de l'hospice Saint-Louis et de la direction des Salles d'asile. Vers le milieu du XIXe siècle, elles ouvrent des pensionnats destinés aux jeunes personnes aisées. En 1841, les religieuses du Sacré-Cœur fondent un pensionnat tout près de la ville. M. Rullin légue, en 1850, aux hospices de Laval, sa propriété de la Coconnière. Les administrateurs des hospices y appellent une colonie de la congrégation des Petites sœurs des pauvres.
Le Couvent des Carmes déchaussés de Laval est l'objet d'une affaire célèbre liée à Suzanne Foccart à la fin du XIXe siècle, et au débit du XXe siècle.